# Fairfield (Alabama)
Fairfield is een plaats (city) in de Amerikaanse staat Alabama, en valt bestuurlijk gezien onder Jefferson County.

## Geschiedenis
Fairfield werd gebouwd door U.S. Steel om het personeel van de nabijgelegen staalfabriek te huisvesten. De eerste grond werd in 1909 gekocht en een jaar later werd de plaats gesticht. Er werd plaats voor 15.000 inwoners voorzien met toekomstige uitbreiding in gedachten. Oorspronkelijk was de plaats naar William Ellis Corey vernoemd, die toen directeur van U.S. Steel was. Na het schandaal dat volgde op diens scheiding vernoemde zijn opvolger James Augustine Farrell in 1913 de plaats naar zijn woonplaats in Connecticut.

## Demografie
Bij de volkstelling in 2000 werd het aantal inwoners vastgesteld op 12.381.
In 2006 is het aantal inwoners door het United States Census Bureau geschat op 11.547, een daling van 834 (-6,7%).

## Geografie
Volgens het United States Census Bureau beslaat de plaats een oppervlakte van
9,2 km², geheel bestaande uit land.

## Economie
Staalproducent U.S. Steel heeft een fabriek in Fairfield waar naadloze stalen buizen worden gemaakt. Het bedrijf startte hier in 1917 een hoogoven die in 2015 werd stilgelegd. Slechts 220 van de 2000 werknemers bleven toen over. In 2020 werd een nieuwe vlamboogoven in gebruik genomen en werkten er zo'n 700 mensen.

## Plaatsen in de nabije omgeving
De onderstaande figuur toont de plaatsen in een straal van 8 km rond Fairfield.

## Geboren in Fairfield
- George Lindsey (1928-2012), acteur
- Cleveland Eaton (1939-2020), jazzmusicus
- Doug Jones (1954), jurist en politicus